# 1186 Turnera
1186 Turnera (1929 PL) là một tiểu hành tinh vành đai chính được phát hiện ngày 1 tháng 8 năm 1929 bởi C. Jackson ở Johannesburg (UO).